# 사노 가이슈
사노 가이슈(일본어: 佐野 海舟, 2000년 12월 30일 ~ )는 일본의 축구 선수로, 현재 일본 J1리그의 클럽인 가시마 앤틀러스에서 뛰고 있다. 포지션은 수비형 미드필더이다.

## 구단 경력
그는 2019년 J2리그의 FC 마치다 젤비아에 입단했다. 2022년까지 116경기에 출전하여, 8득점을 넣었다. 2023년 J1리그의 가시마 앤틀러스로 이적했다. 2024년 1. FSV 마인츠 05로 이적했다.

## 국가대표팀 경력
그는 2023년 FIFA 월드컵 예선에 참가할 일본 국가대표팀에 발탁되었으며, 11월 16일 미얀마와의 경기에서 데뷔했다. 2023년 AFC 아시안컵에도 출전했다.

## 통계
| 일본 | 일본 | 일본 |
| 연도 | 출전 | 득점 |
| ---- | ---- | ---- |
| 2023 | 1    | 0    |
| 2024 | 3    | 0    |
| 통산 | 4    | 0    |